# Bractwa studenckie

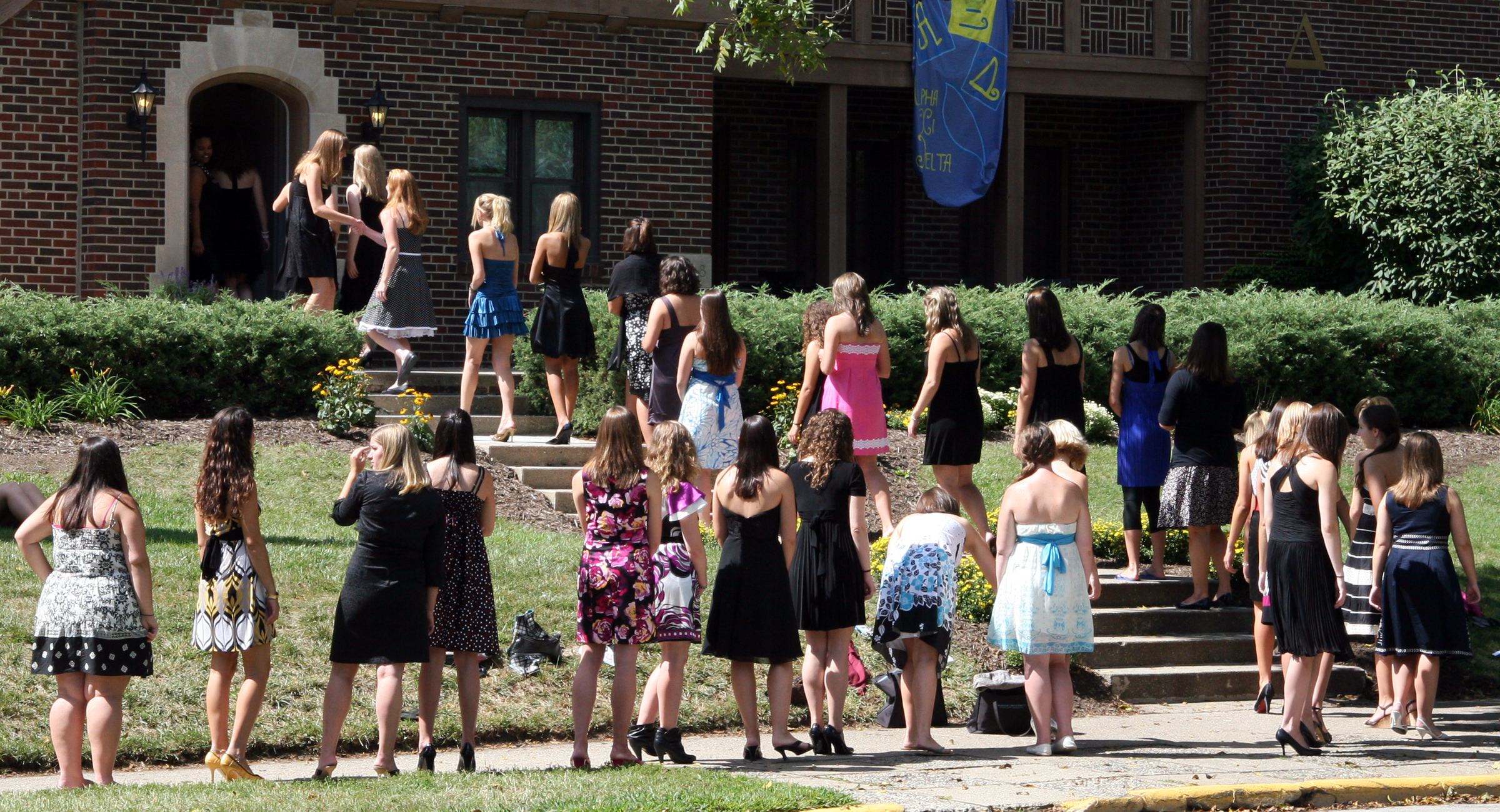
Kandydatki na członkinie jednego z klubów studentek

Bractwa studenckie, siostrzeństwa studenckie (łacińskie wyrazy frater i soror znaczą „brat” i „siostra”) – organizacje społeczne dla studentów oraz absolwentów uczelni. Stanowią odpowiednik podobnych organizacji działających w Europie (korporacji akademickich) i działają przede wszystkim na uniwersytetach w Stanach Zjednoczonych. Pod wpływem organizacji masońskich organizacje te mają formalne rytuały inicjacyjne, oficjalną symbolikę oraz strukturę opartą na lokalnych lożach czy kapitułach.
Najstarszym honorowym bractwem studenckim w Stanach Zjednoczonych jest Phi Beta Kappa Society, założone 5 grudnia 1776 roku w College of William & Mary w Williamsburgu w stanie Wirginia. Jego nazwa pochodzi od greckiej dewizy Philosophia Bios Kybernethes, czyli „Filozofia (umiłowanie mądrości) jest sternikiem życia”. Na jego wzór większość tego typu amerykańskich organizacji przyjmuje nazwy od greckich liter alfabetu (niekoniecznie będące skrótowcami) –  między innymi Kappa Delta, Tau Kappa Epsilon, Kappa Alpha, Alpha Phi Omega, Phi Sigma Pi, Alpha Delta Phi, Alpha Phi, Phi Mu –  stąd w USA są niekiedy zbiorczo nazywane organizacjami greckich liter (ang. Greek Letter Organizations). Jednakże istnieją organizacje noszące inne nazwy, na przykład Skull and Bones, Seal and Serpent czy The FarmHouse.